# Хибув
Хибув (пол. Chybów) — село в Польщі, у гміні Сарнаки Лосицького повіту Мазовецького воєводства.
Населення — 294 особи (2011).
У 1975-1998 роках село належало до Білопідляського воєводства.

## Демографія
Демографічна структура станом на 31 березня 2011 року:
|          | Загалом | Допрацездатний вік | Працездатний вік | Постпрацездатний вік |
| -------- | ------- | ------------------ | ---------------- | -------------------- |
| Чоловіки | 132     | 28                 | 85               | 19                   |
| Жінки    | 162     | 23                 | 83               | 56                   |
| Разом    | 294     | 51                 | 168              | 75                   |